# 似鯉花鮨
似鯉花鮨為輻鰭魚綱鱸形目鱸亞目鮨科的其中一種，分布於東大西洋的Pagalu島海域，棲息深度約260公尺，體長可達23.3公分，為底棲性魚類，生活習性不明。

## 擴展閱讀
維基物種上的相關：似鯉花鮨